# Obac de les Planes
L'Obac de les Planes, és una obaga a cavall dels termes municipals de Salàs de Pallars i de Conca de Dalt, al Pallars Jussà, a l'antic terme de Toralla i Serradell, en el territori del poble de Rivert.
Està situat al sud-est de Rivert, a la dreta del barranc de Rivert i a l'esquerra del barranc de Rivert, en el límit municipal, a llevant del Serrat del Mig. És a migdia de les Planes, d'on pren el nom, i al nord de los Seixos i a ponent de Sensuis i de l'Obaga.